# Bechtel
Корпорація «Бектел» (англ. Bechtel Corporation) — найбільша інженерна і будівельна компанія в США, 9-та найбільша приватна компанія в США. Штаб-квартира компанії розташована в Сан-Франциско. У «Бектел» у 2006 році працювало понад 40 000 чоловік на об'єктах більш ніж в 50 країнах. Дохід за 2006 рік склав $ 20 млрд.
На даний момент компанію очолює Райлі Бектел, онук засновника компанії.

## Історія
Компанія веде свою історію від 1898, коли її засновник — фермер Уоррен А. Бектел перебрався зі своїм стадом мулів з Канзасу в Оклахому на будівництво залізниць. В 1904 році, він почав працювати начальником на Західній Тихоокеанській залізниці. У 1906 році він виграв свій перший субпідряд на будівництво частини ділянки Оровілль-Окленд Західно-Тихоокеанської залізниці. Бектел завершив роботу над рядом залізничних контрактів на початку 1900-х років, кульмінацією яких стало розширення Північно-Західної Тихоокеанської залізниці, завершене в 1914 році. У 1919 р Уоррен А. Бектел взяв субпідряд на будівництво шосе Klamath River Highway — перший будівельний підряд поза залізничним будівництвом. Компанія почала будувати дороги, мости та шосе по всьому заходу США. Компанія працювала над своїми першими гідроелектростанціями в 1920-х роках для Pacific Gas and Electric Company в Каліфорнії.
У 1925 році компанія «Бектел» була зареєстрована. До цього часу Уоррен А. Бектел став одним з провідних будівельних підрядників на Заході США.
У січні 1931 року Бектел приєднався до інших підрядних організацій на заході, щоб сформувати Six Companies, Inc. — консорціум, створений для участі у тендері на контракт від уряду США на будівництво греблі Гувера.
Уоррен Бектел несподівано помер у 1933 році, перебуваючи у Москві у справах. Його наступником став його син Стівен Бектел-старший, який став одночасно главою компанії і виконавчим директором проекту греблі Гувера. Під його керівництвом греблю було закінчено в 1935 році. У той час цей проект був найбільшим в історії США і першим мегапроектом Bechtel.
Під час Другої світової війни Морська комісія США запропонувала компанії подати заявку на отримання контракту на будівництво половини з 60 вантажних суден. Компанія не мала попереднього досвіду в суднобудуванні, але подавала заявки на всі 60 кораблів. У період з 1941 по 1945 рік військові суднобудівні заводи від Бектель, включаючи Marinship і Calship, побудували 560 суден. У цей період компанія Bechtel також працювала над трубопроводом під назвою Canol від Юкону до Аляски для Військового міністерства США. Під керівництвом Стівена Бехтеля-старшого компанія диверсифікувала свої проекти та розширила свою діяльність на інші країни. Компанія також зосередилася на проектах «під ключ» — концепції, вперше розробленої Стівеном Бехтелем-старшим, в рамках якої компанія здійснювала проект від планування і проектування до будівництва.
Компанія продовжувала розширюватися у глобальному масштабі протягом 1940-х років, особливо на Близькому Сході.

## Діяльність
Першою роботою Бектел за межами США було будівництво трубопроводу Mene Grande у Венесуелі в 1940 році.
У 1947 році Бектел розпочав будівництво найдовшого в світі нафтопроводу — Трансаравійського нафтогону, який розпочався в Саудівській Аравії, пролягав через Йорданію та Сирію і закінчувався в Лівані.
У 1949 році компанія Бектел почала працювати з ядерною енергетикою після того, як отримала контракт на будівництво експериментального реактора в Айдахо. Пізніше компанія побудувала першу в США комерційну атомну електростанцію, яка фінансувалась з приватних джерел, Дрезденську генеруючу станцію для Співдружності Едісон в Іллінойсі в 1957 році. Інші великі проекти 1950-х років включали Трансгірний трубопровід в 1952 році, нафтопровід в Канаді і попереднє дослідження для Ла-Маншу в 1959 році. Також Бектел розпочав інженерні роботи над системою швидкого транзиту затоки Бей (BART) у 1959 році.
У 1994 році Бектел розпочала роботу над основною програмою розвитку аеропортів Гонконгу вартістю 20 мільярдів доларів США, яка була найбільшим будівельним проектом на той момент і включала будівництво нового аеропорту та дев'яти інших інфраструктурних проектів. Інші великі проекти компанії протягом 1990-х років включали систему афінського метрополітену, Атлантік ЗПГ в Тринідаді, автомагістраль A1 у Хорватії, подовження ювілейної лінії лондонського метрополітену, електростанцію Кесон на Філіппінах та завод напівпровідників в Китаї.
Інші великі проекти в кінці 2000-х років включали Такомський міст в штаті Вашингтон, розширення нафтопереробного заводу Jamnagar в Індії, завод Екваторіальна Гвінея ЗПГ і електростанцію Oak Creek в Вісконсині.

## Наш час
Протягом декількох років Бектел володіла і управляла електростанціями, нафтопереробними заводами, системами водопостачання та аеропортами в декількох країнах, включаючи Сполучені Штати, Туреччину та Велику Британію. Тривале залучення Бектел в діяльність, пов'язану з нафтою, електроенергетикою, водою зробило компанію метою зростаючої критики з боку антиглобалістів та екологічних рухів.
У 1997—1999 роках фахівці фірми займалися демонтажем шахтних ракетних комплексів в Україні в тому числі позицій УР-100Н (15А30) (SS-19 Stiletto) у Хмельницькій області.
У квітні 2013 року, компанія оголосила про приєднання до проекту Planetary Resources, метою якого є розробка корисних копалин на космічних астероїдах. Бектел буде виступати як партнер та інвестор Planetary.